# Ковалёв, Василий Николаевич
Василий Николаевич Ковалёв (род. 14 февраля 1960, Воркута, Коми АССР, РСФСР, СССР) — российский экономист, политический деятель, депутат Государственной Думы ФС РФ первого созыва (1993—1995).

## Биография
Родился в семье шахтёра. В 1982 году получил высшее образование по специальности «финансы и кредит» на экономическом факультете Сыктывкарского государственного университета. С 1982 по 1984 год проходил срочную службу в рядах Советской армии. С 1984 по 1989 год работал следователем по экономическим преступлениям. С 1989 по 1990 год работал экономистом, затем управляющим Агропромбанком в г. Череповце.
С 1990 по 1993 год работал первым заместителем председателя горисполкома, затем мэра г. Череповца. В 1993 году окончил Международную школу бизнеса МГИМО по специальности «экономика и управление», стажировался в Великобритании. С сентября 1993 года был первым заместителем главы администрации Вологодской области.
В 1993 году был избран депутатом Государственной думы Федерального Собрания Российской Федерации первого созыва от Череповецкого одномандатного избирательного округа № 74 (Вологодская область). На момент избрания депутатом в Государственную Думу работал в Администрации Вологодской области первым заместителем главы администрации. В Государственной думе был членом комитета по экономической политике, председателем подкомитета по макроэкономической политике, сначала вошёл во фракцию «Выбор России», 21 января 1994 года вышел из неё и вступил в депутатскую группу «Союз 12 декабря».
Заместитель министра финансов РФ (1997—1998), первый заместитель руководителя Государственной налоговой службы РФ (1998—1999), заместитель министра РФ по налогам и сборам (1999—2000), руководитель Межрегиональной инспекции МНС России по Центральному федеральному округу (2000—2007).
С 2000 по 2007 год работал руководителем Межрегиональной инспекции Федеральной налоговой службы по ЦФО.
В 2007 году назначен заместителем председателя правления Российского Банка Развития.
Государственный советник налоговой службы 1 рангас июня 1999 года.
Женат, имеет сына.